# Phellinus griseoporus
Phellinus griseoporus är en svampart som beskrevs av D.A. Reid 1976. Phellinus griseoporus ingår i släktet Phellinus och familjen Hymenochaetaceae.   Inga underarter finns listade i Catalogue of Life.